# Jatingarang (Weru)
Jatingarang is een bestuurslaag in het regentschap Sukoharjo van de provincie Midden-Java, Indonesië. Jatingarang telt 4816 inwoners (volkstelling 2010).